# بيرجيت كولمان
بيرجيت كولمان (بالألمانية: Brigitte Kuhlmann) هي عضوة مؤسسة لجماعة الخلايا الثورية اليسارية الألمانية المسلحة وألتي كانت من أشد المناوئين للصهيونية ولدت في سنة 1947 في مدينة هانوفر في ألمانيا الغربية إشتركت مع زوجها ويلفريد بوس في عملية عنتيبي بعدما قاموا باحتجاز طائرتهم مع الرهائن في أوغندا، لتقوم المخابرات الإسرائيلية بتنفيذ عملية تحرير الرهائن ليتم قتلها هي وزوجها بعد ذلك في سنة 1976.